# مجله حقوق و فناوری هند
مجله حقوق و فناوری هند یک مجله حقوقی است که سالانه مورد ررسی و داوری همتا قرار می‌گیرد که توسط کانون وکلا در دانشکده حقوق ملی دانشگاه هند (بنگلور، هند) منتشر شده‌است.
این مجله در سال ۲۰۰۵ تأسیس شد و اولین و تنها مجله حقوقی هند است که به رابط بین قانون و فناوری می‌پردازد. این مجله در رتبه ششم در لیست مجله‌های برتر قانون در هند قرار دارد. این مجله مقالات، یادداشت‌ها و بررسی‌های کتاب را در مورد مباحث حقوقی پیرامون حقوق فناوری به‌طور کلی، از جمله تجارت الکترونیکی، جرایم سایبری، بیوتکنولوژی، بیوتیک، قانون رقابت، برون سپاری، سیاست‌های عمومی مرتبط، موضوعات مربوط به مالکیت معنوی ناشی از فناوری، ارتباطات از راه دور منتشر می‌کند. علاوه بر موارد فوق، این مجله همچنین برای پژوهش‌هایی و سرمقاله‌هایی به اساتید دانشگاهی برای پروژه‌هایی که در حال حاضر در آن مشغول هستند، ارائه می‌دهد.